# Sanborn (Minnesota)
Sanborn é uma cidade localizada no estado norte-americano de Minnesota, no Condado de Redwood.

## Demografia
Segundo o censo americano de 2000, a sua população era de 434 habitantes.
Em 2006, foi estimada uma população de 396, um decréscimo de 38 (-8.8%).

## Geografia
De acordo com o United States Census Bureau tem uma área de
5,5 km², dos quais 5,5 km² cobertos por terra e 0,0 km² cobertos por água. Sanborn localiza-se a aproximadamente 335 m acima do nível do mar.

## Localidades na vizinhança
O diagrama seguinte representa as localidades num raio de 20 km ao redor de Sanborn.